# Peršič
Peršič je priimek več znanih Slovencev:
- Bogomir Peršič (1914—1993), partizan, psiholog, univ. prof.
- Boštjan Peršič (1949—2001), elektrotehnik
- Ivan Peršič (1907—1971), zdravnik kirurg
- Jan Peršič (*1975), filozof
- Janez Peršič (*1948), zgodovinar, univ. profesor
- Julijana Peršič, slikarka
- Magda Peršič (*1962), etnologinja, muzealka
- Majda Mačkovšek Peršič (1919—2014), zdravnica onkologinja
- Zorka Peršič (1914—2007), kulturna delavka, založnica (direktorica MK)